# Sibylla limbata
Sibylla limbata är en bönsyrseart som beskrevs av Giglio-tos 1915. Sibylla limbata ingår i släktet Sibylla och familjen Sibyllidae. Inga underarter finns listade i Catalogue of Life.